# Sogni di rock 'n' roll
Sogni di rock 'n' roll è il sesto singolo estratto dall'album di esordio Ligabue del cantautore Luciano Ligabue.

## Il brano
Scritto e composto da Ligabue già nei suoi primi anni di attività con gli Orazero, è stato pubblicato due anni prima dal suo grande amico e collega il cantautore emiliano Pierangelo Bertoli nell'album Tra me e me del 1988.
L'anno seguente Bertoli proporrà al suo produttore Angelo Carrara di far incidere un disco all'amico Ligabue, che nel 1990 includerà la sua versione della canzone nell'eponimo album d'esordio.
Il titolo ricorre spesso con le grafie abbreviate R&R o R'n'R, anche con lettere R minuscole o con spazi che le separano dagli apici singoli. Per evitare confusioni, la grafia riportata sembra la più chiara, ancorché la meno utilizzata ufficialmente.
Il brano è stato inserito negli album live Su e giù da un palco del 1997 e Giro d'Italia del 2003 e nelle raccolte Primo tempo del 2007 e 77+7 del 2020.

## Il testo
Racconta la tipica nottata "post sabato sera" che il cantautore usava trascorrere con gli amici della band. In seguito Ligabue nostalgicamente si rammaricherà di non poter più descrivere quelle situazioni spensierate in canzoni ingenue di questo tipo, perché entrambe raccontano un'epoca bella della sua vita, ma diversa dall'attuale ormai modificata dal tempo trascorso e dalle esperienze acquisite.

## Video Musicale
A ottobre 2021 viene pubblicato il videoclip della canzone, un cortometraggio girato 31 anni dopo la pubblicazione del brano a Ravenna, al quale Ligabue prende parte passeggiando per la città. Il video, diretto da Fabrizio Moro e Alessio De Leonardis, viene presentato in anteprima alla Festa del cinema di Roma 2021.

## Tracce
1. Sogni di rock 'n' roll – 3:57 (Luciano Ligabue)

## Formazione
- Luciano Ligabue - voce, chitarra acustica

### Clan Destino
- Gigi Cavalli Cocchi - batteria
- Max Cottafavi - chitarra elettrica
- Luciano Ghezzi - basso

### Altri musicisti
- Antonello Aguzzi - organo Hammond; pianoforte
- Feiez - sassofono